# Tabanus marginatus
Tabanus marginatus är en tvåvingeart som beskrevs av Macquart 1848. Tabanus marginatus ingår i släktet Tabanus och familjen bromsar. Inga underarter finns listade i Catalogue of Life.